# Tornei di tennis femminili nel 1878
Prima della nascita del WTA Tour, ossia l'apertura alle tenniste professioniste dei tornei che prima di quell'anno erano riservati alle tenniste dilettanti, tutti gli eventi più importanti erano amatoriali, tra questi c'era il Torneo di Wimbledon.

## Gennaio
Nessun evento

## Febbraio
Nessun evento

## Marzo
Nessun evento

## Aprile
Nessun evento

## Maggio
Nessun evento

## Giugno
Nessun evento

## Luglio
Nessun evento

## Agosto
Nessun evento

## Settembre
| Settimana    | Torneo                                                                        | Vincitore          | Finalista | Semifinalisti | Eliminati ai quarti |
| ------------ | ----------------------------------------------------------------------------- | ------------------ | --------- | ------------- | ------------------- |
| 30 settembre | South of Ireland Championships 1878 Limerick, Irlanda Erba Singolare - Doppio | Miss Smith 6-1 6-1 | Mrs Lyons |               |                     |
| 30 settembre | South of Ireland Championships 1878 Limerick, Irlanda Erba Singolare - Doppio |                    |           |               |                     |

## Ottobre
Nessun evento

## Novembre
Nessun evento

## Dicembre
Nessun evento